# Karatefylla
Karatefylla är en TV-serie på TV6 med humorsketcher som kretsar kring alkohol, festande och sex. Programmet hade premiär 27 september 2011. Säsong 2 hade premiär 20 februari 2012.
Skådespelare är bland andra Tomas Åhnstrand, Isabell Zetterström, Thérèse Andersson, Kim Sulocki, Thess Persson, Måns Nathanaelson, Niki Nordenskjöld, Veronica Kurba, Dejmis Rustom Bustos och Fredrik Hallgren.